# Baruch Dov Povarsky
Baruch Dov Povarsky, né  le 17 aout  1931 à Kletsk, Deuxième République (Pologne), aujourd'hui en Biélorussie, est un rabbin haredi israélien, Rosh Yeshiva de la Yechiva de Ponevezh, avec le rabbin Gershon Edelstein.Il est membre du conseil des grands de la Torah 

## Biographie
Baruch Dov Povarsky,, est né en 1931 à Kletsk, Deuxième République (Pologne), aujourd'hui en Biélorussie. Il est le fils du rabbin David Povarsky et de Tsipora kreizer. En 1941, Il immigre avec ses parents en Palestine mandataire. En 1944 il étudie a la yeshiva Hevron à Jérusalem puis intègre la yechiva de Ponevezh  qui vient d'ouvrir ses portes, il se rapproche du Hazon Ish ainsi que du rabbin Yitzchok Zev  Soloveitchik de Brisk. En 1954 il épouse Leah, fille du rabbin Israel Haim Kaplan,  le Rosh Yeshiva de Torat Hessed à Brest-Litovsk avant la Shoah et gendre du rabbin Yeruham Leibovitch le mashgiah de la yechiva de Mir. Cette même année il est nommé enseignant par le Rabbin Yossef Shlomo Kahaneman au sein de la yeshiva de Ponevezh.